# Shanna Moakler
Shanna Lynn Moakler (Providence, 28 marzo 1975) è un'attrice e modella statunitense incoronata Miss USA 1995.

## Biografia
Vincitrice del concorso di bellezza Miss New York 1995, originariamente Shanna Moakler si era classificata "solamente" seconda a Miss USA 1995, che invece era stato vinto da Chelsi Smith. Quando però, poco tempo dopo, Chelsi Smith ha vinto il titolo di Miss Universo, Shanna Moakler ha rilevato il titolo di Miss USA. La Moakler ha iniziato l'attività di modella all'età di quindici anni ed è stata in seguito scelta come Playmate del mese del numero di dicembre 2001 di Playboy.
Moakler successivamente otterrà un certo successo anche come attrice, lavorando nel cast fisso di due stagioni della serie televisiva della USA Network Pacific Blue nel 1998, e nel 2005, come protagonista del reality show Meet the Barkers insieme a Travis Barker, batterista del gruppo Blink-182, all'epoca suo marito. La serie andò in onda per due stagioni su MTV.
La vita privata di Shanna Moakler è stata spesso oggetto di discussione da parte dei Media, specialmente le sue relazioni con il cantante Billy Idol, con il campione di boxe Óscar de la Hoya, e con l'attore Dennis Quaid.
Moakler è stata co-direttrice del concorso Miss California sino al 13 maggio 2009.

## Filmografia parziale

### Cinema
- Prima o poi me lo sposo (The Wedding Singer), regia di Frank Coraci (1998)

### Televisione
- CSI - Scena del crimine (CSI: Crime Scene Investigation) - serie TV, episodio 6x20 (2006)
- NCIS - Unità anticrimine (NCIS) - serie TV, episodio 7x18 (2010)

## Doppiatrici italiane
Nelle versioni in italiano delle opere in cui ha recitato, Shanna Moakler è stata doppiata da:
- Tatiana Dessi in CSI - Scena del crimine